# Lista de abreviações postais dos Estados Unidos
Abreviaturas e códigos para os estados e possessões dos Estados Unidos são utilizados para o endereço postal, processamento de dados, abreviaturas em geral e outros fins.
Esta é uma lista de abreviação postal de entidades administrativas dos Estados Unidos utilizadas pelo United States Postal Service. As abreviações ISO 3166-2 das mesmas entidades não são necessariamente as mesmas utilizadas pelo United States Postal Service.

## Estados
- AK: Alasca
- AL: Alabama
- AR: Arkansas
- AZ: Arizona
- CA: Califórnia
- CO: Colorado
- CT: Connecticut
- DE: Delaware
- FL: Flórida
- GA: Geórgia
- HI: Havaí
- IA: Iowa
- ID: Idaho
- IL: Illinois
- IN: Indiana
- KS: Kansas
- KY: Kentucky
- LA: Louisiana
- MA: Massachusetts
- MD: Maryland
- ME: Maine
- MI: Michigan
- MN: Minnesota
- MO: Missouri
- MS: Mississippi
- MT: Montana
- NC: Carolina do Norte
- ND: Dakota do Norte
- NE: Nebraska
- NH: Nova Hampshire
- NJ: Nova Jérsei
- NM: Novo México
- NV: Nevada
- NY: Nova Iorque
- OH: Ohio
- OK: Oklahoma
- OR: Oregon
- PA: Pensilvânia
- RI: Rhode Island
- SC: Carolina do Sul
- SD: Dakota do Sul
- TN: Tennessee
- TX: Texas
- UT: Utah
- VT: Vermont
- VA: Virgínia
- WA: Washington
- WI: Wisconsin
- WV: Virgínia Ocidental
- WY: Wyoming

## Distritos federais
- DC: Distrito de Colúmbia

## Áreas insulares
- AS: Samoa Americana
- GU: Guam
- MP: Ilhas Marianas do Norte
- PR: Porto Rico
- VI: Ilhas Virgens Americanas

## Estados associados livremente
- FM: Estados Federados da Micronésia
- MH: Ilhas Marshall
- PW: Palau

## Forças Armadas
- AE: Forças Armadas da África
- AA: Forças Armadas das Américas (exceto Canadá)
- AE: Forças Armadas do Canadá
- AE: Forças Armadas da Europa
- AE: Forças Armadas do Oriente Médio
- AP: Forças Armadas do Pacífico
- APO: Correio do Exército e da Força Aérea (Army Post Office)
- FPO: Fleet Post Office